# Дан одрживе гастрономије
Дан одрживе гастрономије  (као културног  израза светске природне и културне разноликости), одредила је  Генерална скупштина Уједињених нација  2016. године и за  изабрала 18. јун (енг Sustainable Gastronomy Day 18 June), како би се кроз прославу указало на значај разноврсности исхране и одрживе гастрономије   широм света.
Како стопе прекомерне тежине и гојазности расту широм света, много је важније осигурати да здрава и одржива исхрана буде доступна и приступачна свима. У том смислу кроз Дан одрживе гастрономије УН желе да нам укажу на то да предузмемо акцију како бисмо постигли здраву исхрану и свет без глади до 2030.

## Шта је одржива гастрономија?
Гастрономија која се понекад назива и кулинарска уметност, у ширем смислу обухвата гурманлук, сладокуство, а у најширем смислу везу између културе и хране. Такође она се може односити и на стил кувања у одређеном региону. Другим речима, гастрономија се често односи на локалну храну и кухињу. 
Одрживост у гастрономији је идеја да се нешто (нпр  у пољопривреди, риболову или чак припреми хране) ради на начин који не троши наше природне ресурсе и да се може наставити у будућности без штете по нашу животну средину или здравље.
Одржива гастрономија, дакле, значи кухињу која води рачуна о томе одакле су састојци, како се храна узгаја и како долази до наших тржишта и на крају до наших тањира.
Настала је као циљ Уједињених нација (УН), да се кроз улагања у комбиноване и  доследне напоре унапреди здравља и безбедност хране кроз праксу одрживости.

## Зашто има "дан"?
Једење локалне хране која је произведена на одржив начин чини разлику за живот људи, животну средину и економије. До 2050. године свет ће имати преко 9 милијарди уста за прехрану. Ипак, 1/3 све произведене хране се губи или баца. Како сада стоји, користимо наше океане, шуме и  земљиште  на углавном неодржив начин. Морамо да будемо пажљивији о томе како користимо наше природне ресурсе као  произвођачи  и морамо да будемо избирљивији у погледу тога како бирамо храну као  потрошачи.
Конзумирање локално узгојених производа помаже у јачању економије једне области, подржавању пољопривредника и смањењу гасова стаклене баште и ресурса који се користе у транспорту хране. Куповина локално узгојених производа значи да за њима постоји потражња и то помаже пољопривредницима да одрже средства за живот. 

## Значај бриге о храни
Већина нас брине о исхрани, а неки од нас изузетно  брину о храни (односи се на гурмане). Брига о нашој локалној храни и пијацама значи да можемо помоћи у:
- очувању наших кулинарских корена:

- традиционалних усева,

- рецепата и култура из којих ове кухиње потичу.

То значибригу о ресурсима који су уложени у узгој хране коју негујемо и тиме помажемо да се кулинарска традиција одржи.
Будући да смо сви ми оријентисани на локално узгојену храну и једемо оно што је у сезони, можемо помоћи тиме да:
- Променимо обрасце куповине локалних предузећа, као што су ресторани и хотели,

- Подржимо рибаре и фармере у овој области, куповином на локалним пијацама. Куповином од малих произвођача или породичних фармера, подржавамо њихов живот и јачамо ове заједнице.

- Проширимо своју исхрану и укључимо и састојке других традиционалних култура, попут  киное  или кактусне крушке , које су пуне витамина и минерала. У том смислу треба пробати локалну храну на својим путовањима:  било  врсте рибе за које никада нисте чули или воће које никада раније нисте видели. Једење локалних производа помаже   да добијемо бољи увид у културу места и подржавамо локалну економију.

- Сачувамо кулинарске традиције, које су углавном одрживе по природи и подсећају нас на корене наших предака. Испробајте рецепте за кување који користе састојке из вашег региона.

- Избегавамо бацање хране: док кувамо, па чак и после оброка, водећи рачуна о величини порција, роковима трајања и поновној употреби оброка, као једном од најлакших начина за уштеду природних ресурса.

## Спољаше везе
- Sustainable Gastronomy Day 18 June (језик: енглески)